# Distretto di Boudh
Il distretto di Boudh è un distretto dell'Orissa, in India, di 373 038 abitanti. Il suo capoluogo è Boudh.